# Phytocoris yavapai
Phytocoris yavapai är en insektsart som beskrevs av Stonedahl 1988. Phytocoris yavapai ingår i släktet Phytocoris och familjen ängsskinnbaggar. Inga underarter finns listade i Catalogue of Life.